# Kristien Verbelen
Kristien Verbelen, née le 19 février 1982 à Eeklo, est une femme politique belge, membre du Vlaams Belang (VB).

## Biographie
Kristien Verbelen nait le 19 février 1982 à Eeklo.
Aux élections législatives fédérales de 2024, Kristien Verbelen est élue à la Chambre des Représentants.